# Campeonato Carioca de Voleibol Feminino de 1985
Campeonato Carioca Feminino de Voleibol de 1985 foi disputado em dois turnos.Foi vencido pela Supergasbrás, que derrotou o Bradesco  por 3 x 0, no dia 23 de maio, em jogo realizado no Ginásio do América..

## Final
| 23 de maio de 1985 | Supergasbrás | 3 — 0             | Bradesco | Ginásio do América, Rio de Janeiro |
| 23 de maio de 1985 | 15           | Set 1 Set 2 Set 3 | 6 13 4   | Ginásio do América, Rio de Janeiro |